# علي برايس
علي برايس (بالإنجليزية: Ali Price)‏ هو لاعب اتحاد الرغبي بريطاني، ولد في 12 مايو 1993 في King's Lynn ‏ في المملكة المتحدة.

## وصلات خارجية
- علي برايس عل موقع إسبنسكروم (الإنجليزية)
- علي برايس على موقع ItsRugby.co.uk (الإنجليزية)